# 9K52 Luna-M
Il 9K52 Luna-M (in cirillico: 9K52 Луна-М, nome in codice NATO: FROG-7) è un sistema lanciarazzi a medio raggio di fabbricazione sovietica, sviluppato ad inizio anni Sessanta ed entrato in servizio nelle forze armate sovietiche a partire dall'agosto 1964.
Progettato per fornire fuoco di supporto alle unità di artiglieria ad una distanza compresa tra i 15 ed i 70 km, il Luna-M è in grado di imbarcare, a seconda della configurazione e del veicolo lanciatore, fino a 3 razzi non guidati appartenenti alla famiglia 9M21. Accreditato di un errore circolare che va dai 400 ai 2.800 metri a seconda delle fonti, ha sostituito nei ranghi delle forze sovietiche il sistema lanciarazzi 2K6 Luna di cui costituisce una versione modernizzata.
Impiegato in numerosi teatri di guerra, tra cui l'Afghanistan, l'Iraq e la Siria, ha ricevuto il battesimo del fuoco nel corso della Guerra del Kippur ed ha riscosso un discreto successo commerciale in numerose forze armate di paesi asiatici ed africani. Numerosi sforzi furono compiuti per aggiornare il sistema, tra cui lo sviluppo di una versione elitrasportata denominata Luna-MV ed una dotata di missili guidati denominata Luna 3; tuttavia, a causa delle difficoltà progettuali riscontrate tali versioni non entrarono mai in produzione.
Nell'Unione Sovietica, verso metà degli anni Settanta, il sistema cominciò a cedere il passo ai più precisi missili balistici dell'OTR-21 Točka.

## Storia

### Sviluppo
Lo sviluppo del Luna-M iniziò nella primavera del 1961 con Decreto del Consiglio dei Ministri dell'URSS del 17.02.1961 presso l'Istituto di ingegneria termica di Mosca (MIT) e sotto la guida del capo-progettista N.P. Mazurov.
Con Decreto del Consiglio dei Ministri dell'URSS del 02/05/1962 venne dato mandato al MIT di procedere allo sviluppo di un aggiornamento del sistema, che avrebbe dovuto impiegare un lanciatore 9P114 in grado di essere trasportato da elicotteri Mi-6 o Mi-10. Tuttavia, i lavori furono interrotti nel 1965 a causa di varie difficoltà.
Nel luglio del 1966  fu approvato lo sviluppo di un'ulteriore versione del sistema capace di impiegare missili guidati con CEP inferiore a 500 metri ad una distanza di 70 km. A causa dei risultati insoddisfacenti dei test, anche in questo casi i lavori vennero interrotti.

## Versioni
- 9K52 Luna-M: versione base del sistema, entrata in servizio nel 1964. Basata su semovente 9P113, a seconda dei razzi imbarcati può assumere la codifica FROG-7A (razzi 9M21B, 9M21F e 9M21G) o FROG-7B (razzi 9M21B1 e 9M21OF)
- 9K53 Luna-MV: versione elitrasportata del Luna-M; sviluppo abbandonato nel 1965
- Luna 3: versione con razzi guidati del Luna-M; sviluppo abbandonato nel 1969
- 9K52TS Luna-TS: versione da esportazione, ottimizzata per climi caratterizzati da alte temperature

## Utilizzatori

### Presenti
- Bielorussia
- Egitto  - Al 2016, 9 sistemi 9K52 Luna-M
- Cuba  - Al 2016, 65 sistemi 9K52 Luna-M
- Siria  - Al 2016, 18 sistemi 9K52 Luna-M
- RD del Congo

### Passati
- Afghanistan
- Bulgaria
- Ucraina
- Ungheria
- Germania Est
- Libia
- Polonia
- Romania
- Yemen
- Russia
- Jugoslavia